# Lai Teck
Lai Teck (tên thật: Phạm Văn Đắc; 1901–1947) là thủ lĩnh của đảng Cộng sản Malaya và lực lượng bán vũ trang Quân đội Nhân dân Malaya chống Nhật. Ông là người Việt mang hai dòng máu Hoa và Việt trước khi hoạt động ở Malaya. Trước khi đến Malaya, Lai Teck được biết là Trương Phước Đạt từ trước năm 1934, trong năm đó cái tên Trương Phước Đạt biến mất, Lai Teck xuất hiện.
Mặc dù Lai Teck là người theo chủ nghĩa cộng sản, nhưng thực chất ông là gián điệp tình báo của người Pháp ở Liên bang Đông Dương, người Anh và người Nhật ở Malaya.

## Tiểu sử
Lai Teck là một nhân vật mơ hồ, tính danh và lai lịch thật sự của ông đều không rõ. Căn cứ vào lời nói của Trần Bình - người kế nhiệm của ông, ông đã sử dụng "Wright" làm bí danh hoạt động của mình ở trong đảng một cách kì lạ, với các từ đồng âm trong tiếng Hán như "Lai Te", "Loi Teck", "Lai Teck" và "Lighter".
Quê ở Long Đất, tỉnh Bà Rịa lên Sài Gòn học trường Huỳnh Khương Ninh ở khu vực Đa Kao cùng với Dương Quang Đông, Phạm Văn Đắc tham gia hoạt động cách mạng và được đích thân Dương Quang Đông kết nạp vào Đảng Cộng sản, sinh hoạt tại Chi bộ Tân Định. Năm 1931, hai ông cùng sang Thái Lan lánh nạn chính quyền thực dân Pháp khủng bố trắng, nhưng rồi mất liên lạc.
Lai Teck trở thành gián điệp của Pháp khi còn ở Liên bang Đông Dương, nhưng chưa bị phát hiện. Tiếp bước, ông được Cơ quan An ninh Quốc gia Anh Quốc - một cơ quan tình báo, thuê cài vào cơ sở đảng, rồi còn được đưa đến Singapore vào năm 1934, bí mật gia nhập đảng Cộng sản Malaya. Năm 1938, ông trở thành tổng bí thư của đảng Cộng sản Malaya. Lúc này ông vô cùng thành công, thông qua cảnh sát Anh để thanh trừng đối thủ cạnh tranh trong đảng, tháng 4 năm 1939, ông leo lên đến giai cấp thống trị và giành lấy quyền lãnh đạo đảng. Có lẽ vì nguyên do này, ông kiểm soát đảng không đối đầu với Anh Quốc, hơn nữa hoàn toàn chấp nhận đường lối hợp tác mới của Quốc tế Cộng sản, cùng với thế lực Hoa Kỳ và Tây Âu chống lại phát xít Đức và Nhật. Lúc Nhật Bản xâm lược Malaya, rất nhiều quan chức cấp cao của đảng Cộng sản Malaya trốn thoát thành công trước khi Singapore bị thất thủ, Lai Teck quyết không trốn thoát, và lại bị truy nã trong một đợt càn quét của Nhật Bản không lâu sau đó. Mặc dù, phần lớn đảng viên Cộng sản Malaya bị Nhật Bản xử quyết, nhưng Lai Teck được trả lại tự do sau vài ngày. Dựa theo các bằng chứng thu thập được sau này, bao gồm các hồ sơ, tài liệu lưu trữ ở Nhật Bản, rất có khả năng Lai Teck vì mục đích bảo vệ tính mạng nên chấp nhận làm thuộc hạ của Nhật Bản.
Hiến binh Nhật được cho là đã do thám Lai Teck vào tháng 3 năm 1942, và sẽ phóng thích với điều kiện anh ấy phải hợp tác với người Nhật. Ngày 01 tháng 09 năm 1942, hơn 100 quan chức cấp cao của đảng và thành viên của lực lượng bán vũ trang Quân đội Nhân dân Malaya chống Nhật cử hành hội nghị bí mật tại động Batu phía bắc Kuala Lumpur. Quân Nhật trước đó được ám thị rằng, nổi dậy tập kích vào lúc bình minh. Phần lớn lãnh đạo cấp cao của đảng Cộng sản Malaya và Quân đội Nhân dân Malaya chống Nhật bị sát hại trong các cuộc xung đột nối tiếp nhau và chênh lệch rất lớn về sức mạnh. Ông ấy đáng lẽ phải ra dự hội nghị, nhưng đã vắng mặt. Sau đó, ông tuyên bố do xe của ông bị hỏng nên không thể ra dự hội nghị.
Năm 1945, đảng Cộng sản Malaya đã kiểm soát 3/4 bán đảo Mã Lai, sau khi Nhật Bản đầu hàng, Lai Teck làm việc tiêu cực trễ nải, chủ động giao nộp phần lớn lãnh thổ cho nhà cầm quyền Mã Lai thuộc Anh, tạo thành một cú đánh rất mạnh đối với thế lực đảng Cộng sản Malaya.

## Mất tích
Năm 1946, có tin đồn lan truyền rộng rãi trong nội bộ đảng, tuyên bố Lai Teck là kẻ thất tín bội nghĩa, qua sông phá cầu, về sau bắt đầu nhận được chứng thực nhiều hơn. Điều này làm gia tăng sự bất an cho các binh sĩ phổ thông, đặc biệt là thành viên trẻ tuổi có khuynh hướng hành động cấp tiến. Lai Teck bị loại bỏ trong một số chức vụ nhạy cảm, đồng thời mở ra cuộc điều tra. Hội nghị toàn thể của Ban Chấp hành Trung ương đảng lên kế hoạch cử hành vào ngày 06 tháng 03 năm 1947, để tố cáo Lai Teck, Lai Teck được thông báo ra dự hội nghị. Tuy nhiên, Lai Teck cương quyết không dự hội nghị, nhưng đã cất giấu số lượng lớn tiền vốn trong đảng rồi lẻn trốn, đầu tiên ẩn náu ở Singapore, sau đó chạy trốn đến Hương Cảng, cuối cùng đến Xiêm La (Thái Lan).

## Dư âm
Sau khi Lai Teck bỏ chạy, đảng Cộng sản Malaya bầu ra Trần Bình là nhà lãnh đạo mới. Theo lời Trần Bình kể, ông đã đích thân đến Băng Cốc và Hương Cảng vào năm 1947, liên lạc với tổ chức đảng cộng sản ở đó và nhờ họ giúp ông truy nã và giết chết Lai Teck ; cả đảng Cộng sản Việt Nam và Thái Lan đều hỗ trợ Trần Bình trong cuộc truy lùng; cuối cùng, Trần Bình được lãnh đạo đảng Cộng sản Xiêm La cho biết rằng, Lai Teck bị ba đảng viên của đảng Cộng sản Xiêm La truy bắt ở Băng Cốc. Lai Teck từng mưu tính chống trả vụ bắt giữ, nhưng không chống lại được trong cuộc đánh đối kháng, bị đối phương đánh ngã nhào, sau đó bị bóp họng đến ngạt chết, thi thể của ông sau khi chết được bọc vào bao tải ném xuống sông Chao Phraya.